# Ollie Johnston
Oliver "Ollie" Martin Johnston (Palo Alto, 31 de outubro de 1912 — Sequim, 14 de abril de 2008) foi um desenhista estadunidense. Foi o último dos nove anciões da Disney.

## Vida Pessoal
Ollie Johnston nasceu em Palo Alto, California, filho de um professor da Universidade de Stanford. Johnston estudou na Palo Alto High School e em seguida na Universidade de Stanford, onde conheceu seu eterno amigo e também futuro animador Frank Thomas. Os dois desenhavam juntos em uma revista humorística da Universidade.

## Carreira
Ollie Johnston começou a trabalhar na Disney em 1934 como aprendiz, participando da animação de alguns curtas. A partir de então, Johnston animou diversos personagens e esteve envolvido na maioria dos filmes produzidos pela Disney na época, como Snow White and the Seven Dwarfs, Fantasia, Cinderella, Sleeping Beauty e Bambi. Em 1978, após 43 anos trabalhando para o estúdio, ele se aposentou. 
Durante seu tempo na Disney, Ollie ficou conhecido como um dos nove anciões, um grupo de nove animadores que ganharam fama por suas contribuições nas animações do estúdio. 